# Wasserburg Spantekow
Wasserburg Spantekow este o arie protejată (arie specială de conservare — SAC, sit de importanță comunitară — SCI) din Germania întinsă pe o suprafață de 2 ha, integral pe uscat.

## Localizare
Centrul sitului Wasserburg Spantekow este situat la coordonatele 53°47′13″N 13°31′56″E / 53.7869°N 13.5322°E.

## Înființare
Situl Wasserburg Spantekow a fost declarat sit de importanță comunitară în aprilie 2004 pentru a proteja 1 specie de animale. Situl a fost protejat și ca arie specială de conservare în august 2016.

## Biodiversitate
Situată în ecoregiunea continentală, aria protejată nu include niciun habitat protejat.
La baza desemnării sitului se află o specie protejată de  mamifere: liliac comun (Myotis myotis)